# درماتیت دور دهان
درماتیت دور دهان (به انگلیسی: Perioral dermatitis) که به عنوان بیماری پوستی دور دهان نیز شناخته می‌شود، یک نوع رایج ضایعه پوستی است. علائم شامل چندین برجستگی و تاول کوچک (۱–۲ میلی‌متر)، گاهی همراه با قرمزی و پوسته پوسته‌ای که در پوست اطراف دهان و سوراخ‌های بینی موضعی دارند. به‌ندرت چشم‌ها و اندام تناسلی ممکن است درگیر شوند. این بیماری می‌تواند مداوم یا برگشت‌پذیر باشد و به‌ویژه شبیه روزاسه و تا حدی آکنه و درماتیت آلرژیک است. اصطلاح «درماتیت» یک نام اشتباه است، زیرا این یک فرایند اگزمایی نیست.